# Xã Farmer, Quận Defiance, Ohio
Xã Farmer (tiếng Anh: Farmer Township) là một xã thuộc quận Defiance, tiểu bang Ohio, Hoa Kỳ. Năm 2010, dân số của xã này là 963 người.